# Kanton Bugey savoyard
 Bugey savoyard is een kanton van het Franse departement Savoie. Het kanton maakt deel uit van het arrondissement Chambéry.

Het telt 20.004 inwoners in 2018.

Het kanton werd gevormd ingevolge het decreet van 27 februari 2014 met uitwerking op 22 maart 2015, door samenvoeging van de kantons Saint-Genix-sur-Guiers, Yenne en Ruffieux.

## Gemeenten
Het kanton omvatte bij zijn oprichting 32  gemeenten.
Op 1 januari 2019 werden de gemeenten Gresin, Saint-Genix-sur-Guiers en Saint-Maurice-de-Rotherens samengevoegd tot de fusiegemeente (commune nouvelle) Saint-Genix-les-Villages.
Sindsdien omvat het kanton volgende gemeenten:
- Avressieux
- La Balme
- Billième
- Champagneux
- Chanaz
- La Chapelle-Saint-Martin
- Chindrieux
- Conjux
- Gerbaix
- Jongieux
- Loisieux
- Lucey
- Marcieux
- Meyrieux-Trouet
- Motz
- Novalaise
- Ontex
- Rochefort
- Ruffieux
- Saint-Genix-les-Villages
- Saint-Jean-de-Chevelu
- Saint-Paul
- Saint-Pierre-d'Alvey
- Saint-Pierre-de-Curtille
- Sainte-Marie-d'Alvey
- Serrières-en-Chautagne
- Traize
- Verthemex
- Vions
- Yenne ( hoofdplaats )